# Live in Concert Newcastle City Hall 1974
Live in Concert, sottotitolato Newcastle City Hall 1974, è un album dal vivo dei Refugee, gruppo britannico di rock progressivo, registrato nel 1974 e pubblicato su CD nel 2007.

## Descrizione
Il CD è tratto da un concerto tenuto alla City Hall di Newcastle Upon Tyne il 16 giugno 1974. Oltre a quattro brani dell'unico disco in studio del trio, pubblicato tre mesi prima, l'album ne contiene due recuperati dal repertorio di The Nice, gruppo in cui sia il bassista cantante Lee Jackson che il batterista Brian Davison avevano militato dal 1967 al 1970; si tratta di The Diamond-Hard Blue Apples of the Moon e della cover di She Belongs to Me di Bob Dylan. Completano la scaletta due inediti: One Left-Handed Peter Pan, comprendente un assolo di batteria di Davison, e un'improvvisazione dal titolo: Refugee Jam.
Nel 2019 la Esoteric Recordings pubblicò un triplo CD composto da questo live, dall'album in studio Refugee e da un'altra registrazione inedita, del maggio 1974, effettuata sempre dal vivo per BBC Radio One.

## Tracce
1. Outro – Ritt Mickley (strumentale) – 2:53 (musica: Patrick Moraz)
2. One Left-Handed Peter Pan – 8:44 (Lee Jackson, Moraz)
3. The Diamond-Hard Blue Apples of the Moon – 7:00 (Brian Davison, Keith Emerson, Jackson, Davy O'List)
4. Someday – 6:06 (Jackson, Moraz)
5. Papillon (strumentale) – 8:00 (musica: Moraz)
6. She Belongs to Me – 8:54 (Bob Dylan)
7. Grand Canyon Suite – 18:34
8. Refugee Jam – 4:13 (Davison, Jackson, Moraz)

## Formazione
- Brian Davison – batteria
- Lee Jackson – basso elettrico, voce
- Patrick Moraz – tastiere